# Hämeenlinnan Pallokerho
Hämeenlinnan Pallokerho (kurz HPK) ist ein finnischer Sportverein aus Hämeenlinna, der 1929 gegründet wurde und besonders für seine Eishockeyabteilung bekannt ist. Diese nimmt an der Liiga teil und gewann 2006 und 2019 die Finnische Meisterschaft. Der Spielbetrieb der Profimannschaft wurde 1991 in die HPK Edustusjääkiekko Ry ausgelagert.

## Geschichte

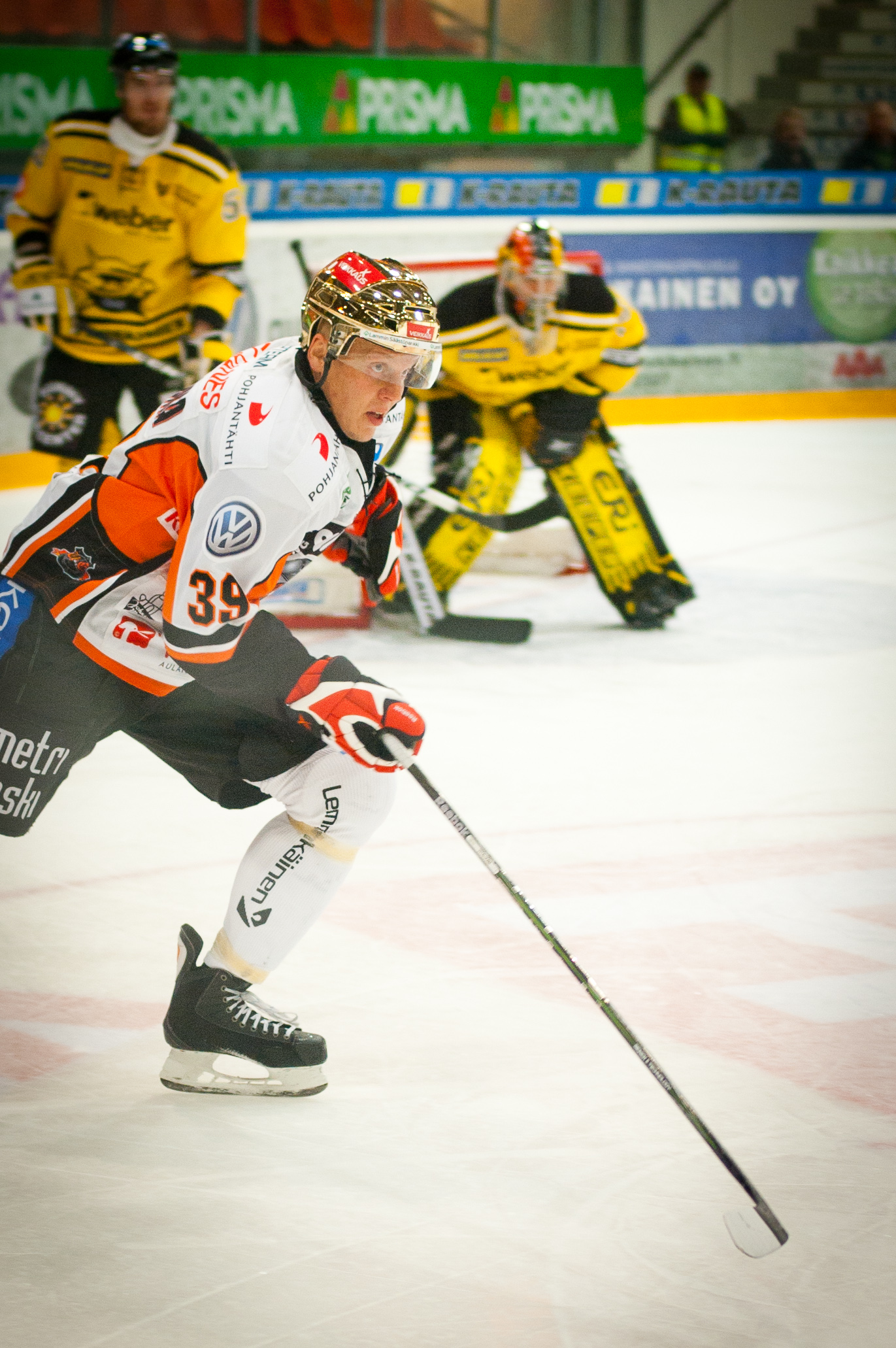
Ville Viitaluoma, einer der Topspieler des HPK

Der HPK Hämeenlinna wurde im Dezember 1929 als Hämeenlinna Jääpalloseura gegründet. Ein Jahr später wurde der heutige Name für den Verein registriert. Zunächst konzentrierte sich der Verein ausschließlich auf Bandy, erweiterte seine Angebote aber bald um Pesäpallo und Fußball. 1936 wurde die Pesäpallo-Mannschaft von HPK finnischer Meister.
Nach dem Zweiten Weltkrieg wurde die Eishockey-Sektion gegründet, die mit einer Hobbymannschaft begann und 1948 in die regionale Spielklasse aufstieg. In den 1950er Jahren löste Eishockey den Bandy-Sport als wichtigste Sportart des Vereins ab.
Neben der Sektion Eishockey existierte im Verein auch eine Abteilung für Hockey, die 1951, 1952 und 1953 finnischer Meister wurde. In den 1970er und 1980er Jahren gehörte das Eishockeyteam von HPK zu den dominierenden Mannschaften der I-divisioona, der zweiten Spielklasse Finnlands, ohne aber den Aufstieg in die erste Spielklasse, die heutige SM-liiga, zu erreichen. Mitte der 1980er Jahre wurde das Projekt Aufstieg gestartet, das 1988 in der Meisterschaft der zweiten Liga und der Qualifikation für die höchste Spielklasse mündete. 1991 belegte HPK in der regulären Saison den vierten Platz und erreichte in den Play-offs den dritten Platz. Zwei Jahre später, am Ende der Saison 1992/93 erreichte der HPK das Meisterschafts-Finale um die Kanada-malja, in dem das Team aus Hämeenlinna mit 1:3 an TPS Turku scheiterte.
In der Saison 2005/06 belegte der HPK den dritten Platz nach der Hauptrunde und drang bis in das Play-off-Finale vor. In diesem schlug er die Mannschaft von Porin Ässät mit 3:1. Damit gewann der HPK die erste finnische Eishockey-Meisterschaft der Vereinsgeschichte und qualifizierte sich für den IIHF European Champions Cup 2007. Bei diesem Turnier der Landesmeister gewann das Team aus Hämeenlinna die Silbermedaille.
In der Saison 2009/10 gewann der HPK erneut den Vizemeistertitel der SM-liiga, nachdem er TPS Turku im Finale mit 1:4 unterlegen war.
Nach 13 Jahren gewann Hämeenlinna in der Saison 2018/19 wieder den finnischen Meistertitel: HPK setzte sich in einer spannenden Finalserie mit 4:3 gegen Kärpät Oulu durch. Die Entscheidung im siebten Spiel fiel dabei erst in der Verlängerung, als Markus Nenonen den entscheidenden Treffer erzielte.

## Erfolge
- SM-liiga:
  - Meister: 2006, 2019
  - Vizemeister: 1993, 2010
  - 3. Platz: 1991, 1997, 1999, 2000, 2002, 2003, 2005, 2007
- European Champions Cup
  - Vizemeister: 2007

## Statistik

### Saisonstatistik
Abkürzungen: Sp = Spiele, S = Siege, N = Niederlagen, U = Unentschieden, SnV = Sieg nach Verlängerung, NnV = Niederlagen nach Verlängerung, Pkt = Punkte, T = Erzielte Tore, GT = Gegentore
| Saison  | Liga         | Sp | S  | U  | N  | SnV | NnV | T   | GT  | Pkt | Platz | Endrunde                           |
| ------- | ------------ | -- | -- | -- | -- | --- | --- | --- | --- | --- | ----- | ---------------------------------- |
| 1983/84 | SM-liiga     | 37 | 3  | 0  | 34 | −   | −   | 112 | 234 | 6   | 10    | Abstieg                            |
| 1984/85 | I-divisioona | 44 | 22 | 8  | 14 | −   | −   | 223 | 176 | 52  | 6.    | −                                  |
| 1985/86 | I-divisioona | 44 | 26 | 1  | 17 | −   | −   | 229 | 193 | 53  | 4     | −                                  |
| 1986/87 | I-divisioona | 44 | 27 | 1  | 16 | −   | −   | 223 | 165 | 55  | 3.    | −                                  |
| 1987/88 | I-divisioona | 44 | 36 | 2  | 6  | −   | −   | 302 | 98  | 74  | 1.    | Meister, Aufstieg in die SM-liiga  |
| 1988/89 | SM-liiga     | 44 | 17 | 3  | 24 | −   | −   | 196 | 197 | 37  | 8.    | Play-offs verpasst                 |
| 1989/90 | SM-liiga     | 44 | 19 | 5  | 20 | -   | -   | 192 | 182 | 43  | 7.    | Play-offs verpasst                 |
| 1990/91 | SM-liiga     | 44 | 21 | 5  | 18 | -   | -   | 173 | 181 | 47  | 4.    | Niederlage im Halbfinale, 3. Platz |
| 1991/92 | SM-liiga     | 44 | 18 | 4  | 22 | -   | -   | 191 | 183 | 40  | 8.    | Play-offs verpasst                 |
| 1992/93 | SM-liiga     | 48 | 25 | 4  | 19 | -   | -   | 178 | 137 | 54  | 4.    | Vizemeister                        |
| 1993/94 | SM-liiga     | 48 | 23 | 3  | 22 | -   | -   | 167 | 170 | 49  | 9.    | Play-offs verpasst                 |
| 1994/95 | SM-liiga     | 50 | 16 | 7  | 27 | -   | -   | 170 | 197 | 39  | 9.    | Play-offs verpasst                 |
| 1995/96 | SM-liiga     | 50 | 23 | 7  | 20 | -   | -   | 160 | 151 | 53  | 5.    | Niederlage im Halbfinale, 4. Platz |
| 1996/97 | SM-liiga     | 50 | 28 | 7  | 15 | -   | -   | 191 | 143 | 63  | 3.    | Niederlage im Halbfinale, 3. Platz |
| 1997/98 | SM-liiga     | 48 | 18 | 5  | 25 | -   | -   | 148 | 181 | 41  | 10.   | Play-offs verpasst                 |
| 1998/99 | SM-liiga     | 54 | 27 | 6  | 21 | -   | -   | 192 | 152 | 60  | 4.    | Niederlage im Halbfinale, 3. Platz |
| 1999/00 | SM-liiga     | 54 | 32 | 7  | 15 | -   | -   | 209 | 161 | 71  | 2.    | Niederlage im Halbfinale, 3. Platz |
| 2000/01 | SM-liiga     | 56 | 22 | 7  | 27 | -   | -   | 161 | 180 | 51  | 11.   | Play-offs verpasst                 |
| 2001/02 | SM-liiga     | 56 | 33 | 9  | 14 | -   | -   | 221 | 138 | 78  | 2.    | Niederlage im Halbfinale, 3. Platz |
| 2002/03 | SM-liiga     | 56 | 37 | 9  | 10 | -   | -   | 209 | 125 | 87  | 1.    | Niederlage im Halbfinale, 3. Platz |
| 2003/04 | SM-liiga     | 56 | 27 | 12 | 17 | -   | -   | 162 | 122 | 69  | 4.    | Niederlage im Halbfinale, 4. Platz |
| 2004/05 | SM-liiga     | 56 | 24 | -  | 13 | 17  | 2   | 196 | 128 | 108 | 3.    | Niederlage im Halbfinale, 3. Platz |
| 2005/06 | SM-liiga     | 56 | 28 | -  | 14 | 4   | 10  | 174 | 136 | 102 | 3.    | Meister                            |
| 2006/07 | SM-liiga     | 56 | 25 | -  | 15 | 11  | 5   | 192 | 160 | 102 | 3.    | Niederlage im Halbfinale, 3. Platz |
| 2007/08 | SM-liiga     | 56 | 16 | -  | 33 | 1   | 6   | 123 | 183 | 56  | 12.   | Play-offs verpasst                 |
| 2008/09 | SM-liiga     | 58 | 27 | -  | 19 | 6   | 6   | 166 | 151 | 99  | 3.    | Niederlage im Viertelfinale        |
| 2009/10 | SM-liiga     | 58 | 26 | -  | 22 | 3   | 7   | 153 | 154 | 91  | 5.    | Niederlage im Finale, Vizemeister  |

### Topscorer
|     | Name              | Spiele | Tore | Assists | Punkte |
| --- | ----------------- | ------ | ---- | ------- | ------ |
| 01. | Hannu Savolainen  | 344    | 165  | 251     | 416    |
| 02. | Teppo Kivelä      | 248    | 144  | 241     | 385    |
| 03. | Pekka Peltola     | 291    | 185  | 158     | 343    |
| 04. | Jouni Kalliokoski | 309    | 164  | 150     | 314    |
| 05. | Marko Palo        | 531    | 103  | 147     | 250    |
| 06. | Mika Lartama      | 305    | 107  | 136     | 243    |
| 07. | Vesa Karjalainen  | 294    | 120  | 109     | 229    |
| 08. | Juha Hietanen     | 414    | 95   | 129     | 224    |
| 09. | Pasi Kivilä       | 383    | 115  | 96      | 211    |
| 10. | Tony Virta        | 351    | 81   | 117     | 198    |

## Trainer und Mannschaftskapitäne

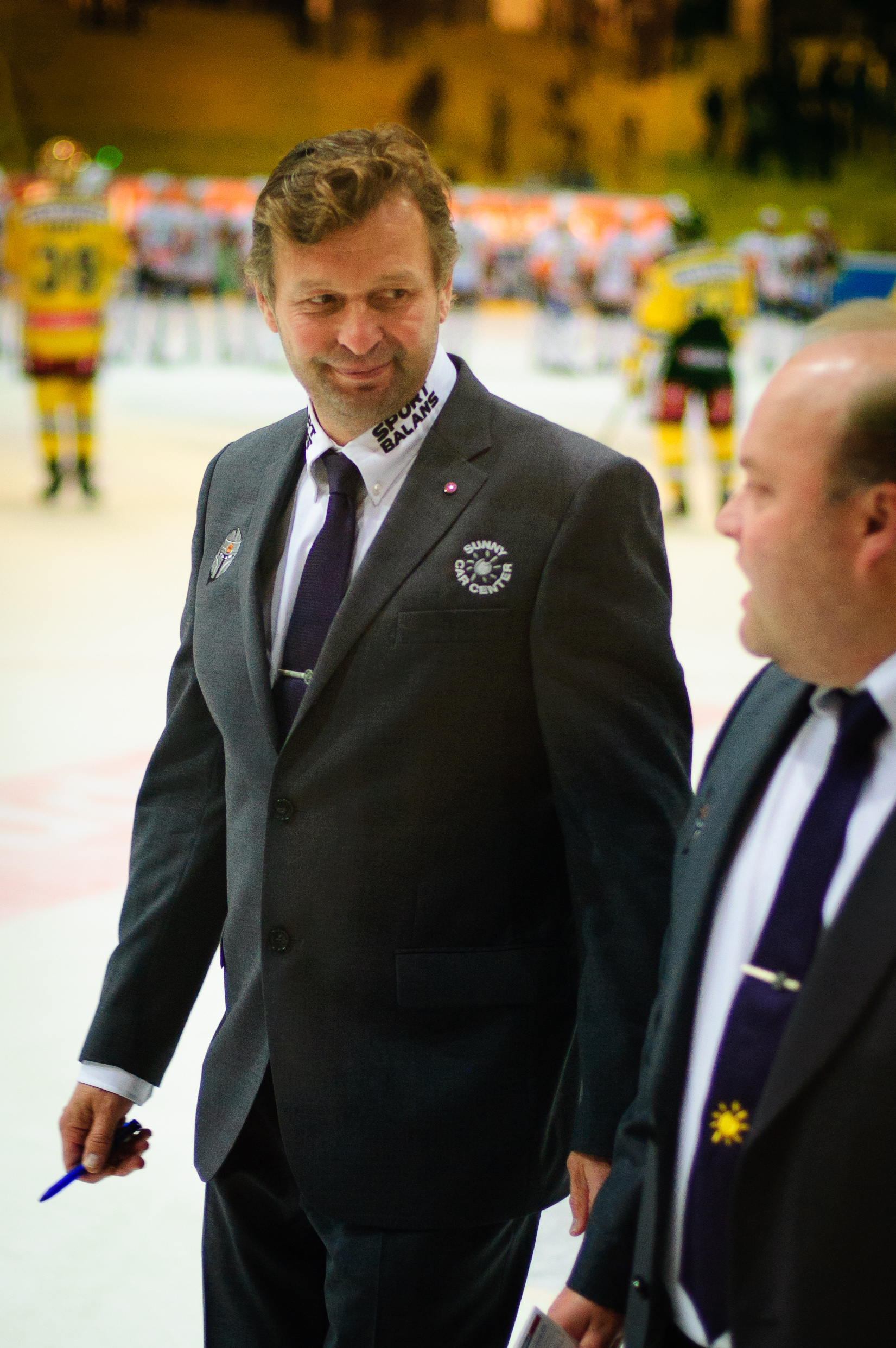
Harri Rindell, Cheftrainer der Saison 2010/11

| Saison    | Cheftrainer                        | Kapitän             |
| --------- | ---------------------------------- | ------------------- |
| 1983–1984 | Hannu Savolainen                   | Markku Hakulinen    |
| 1988–1989 | Alpo Suhonen                       | Mika Lartama        |
| 1989–1990 | Olli Hietanen und Hannu Savolainen | Teppo Kivelä        |
| 1990–1991 | Hannu Savolainen                   | Teppo Kivelä        |
| 1991–1992 | Samu Kuitunen                      | Teppo Kivelä        |
| 1992–1993 | Hannu Jortikka und Juha Hietanen   | Janne Laukkanen     |
| 1993–1994 | Pentti Matikainen                  | Janne Laukkanen     |
| 1994–1995 | Hannu Savolainen                   | Risto Jalo          |
| 1995–1996 | Sakari Pietilä                     | Risto Jalo          |
| 1996–1997 | Hannu Kapanen                      | Risto Jalo          |
| 1997–1998 | Kari Heikkilä und Alpo Suhonen     | Risto Jalo          |
| 1998–1999 | Teijo Räsänen                      | Jarkko Savijoki     |
| 1999–2000 | Teijo Räsänen                      | Jarkko Savijoki     |
| 2000–2001 | Teijo Räsänen                      | Kimmo Peltonen      |
| 2001–2002 | Jukka Jalonen                      | Kimmo Peltonen      |
| 2002–2003 | Jukka Jalonen                      | Marko Tuulola       |
| 2003–2004 | Jukka Jalonen                      | Marko Tuulola       |
| 2004–2005 | Jukka Jalonen                      | Jani Keinänen       |
| 2005–2006 | Jukka Jalonen                      | Mikko Jokela        |
| 2006–2007 | Jukka Jalonen                      | Mikko Jokela        |
| 2007–2008 | Matti Alatalo                      | Veli-Pekka Laitinen |
| 2008–2009 | Jukka Rautakorpi                   | Tony Virta          |
| 2009–2010 | Jukka Rautakorpi                   | Jukka Laamanen      |
| 2010–2011 | Harri Rindell                      | Marko Tuulola       |

## Spieler

### Gesperrte Trikotnummern
- #2 Eero Salisma
- #13 Marko Palo
- #17 Juha Hietanen (freigegeben für seinen Sohn, Juuso Hietanen)
- #18 Hannu Savolainen
- #24 Mika Lartama (wieder freigegeben seit 2006)

### Bekannte ehemalige Spieler

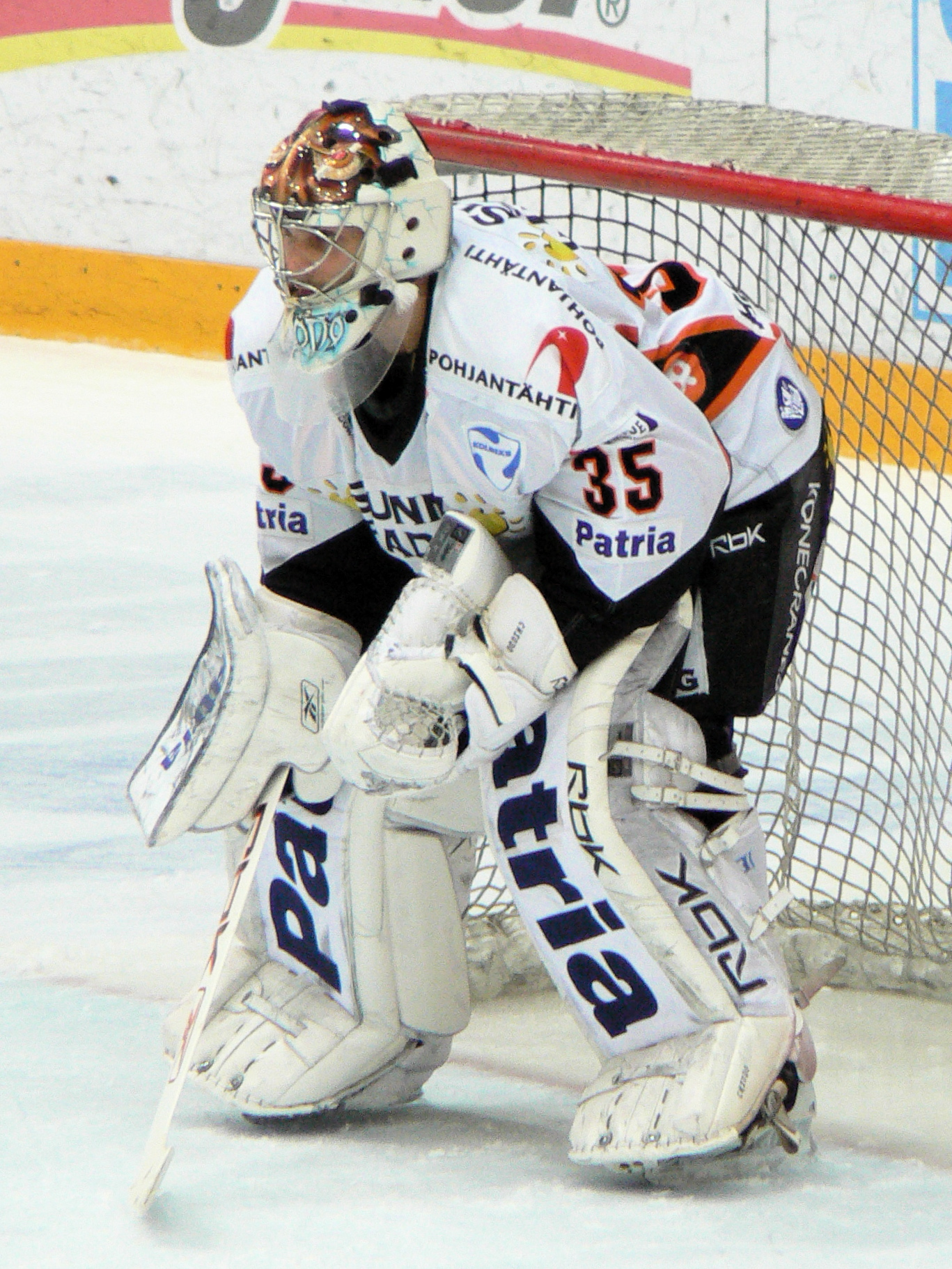
Andy Chiodo im Trikot des HPK

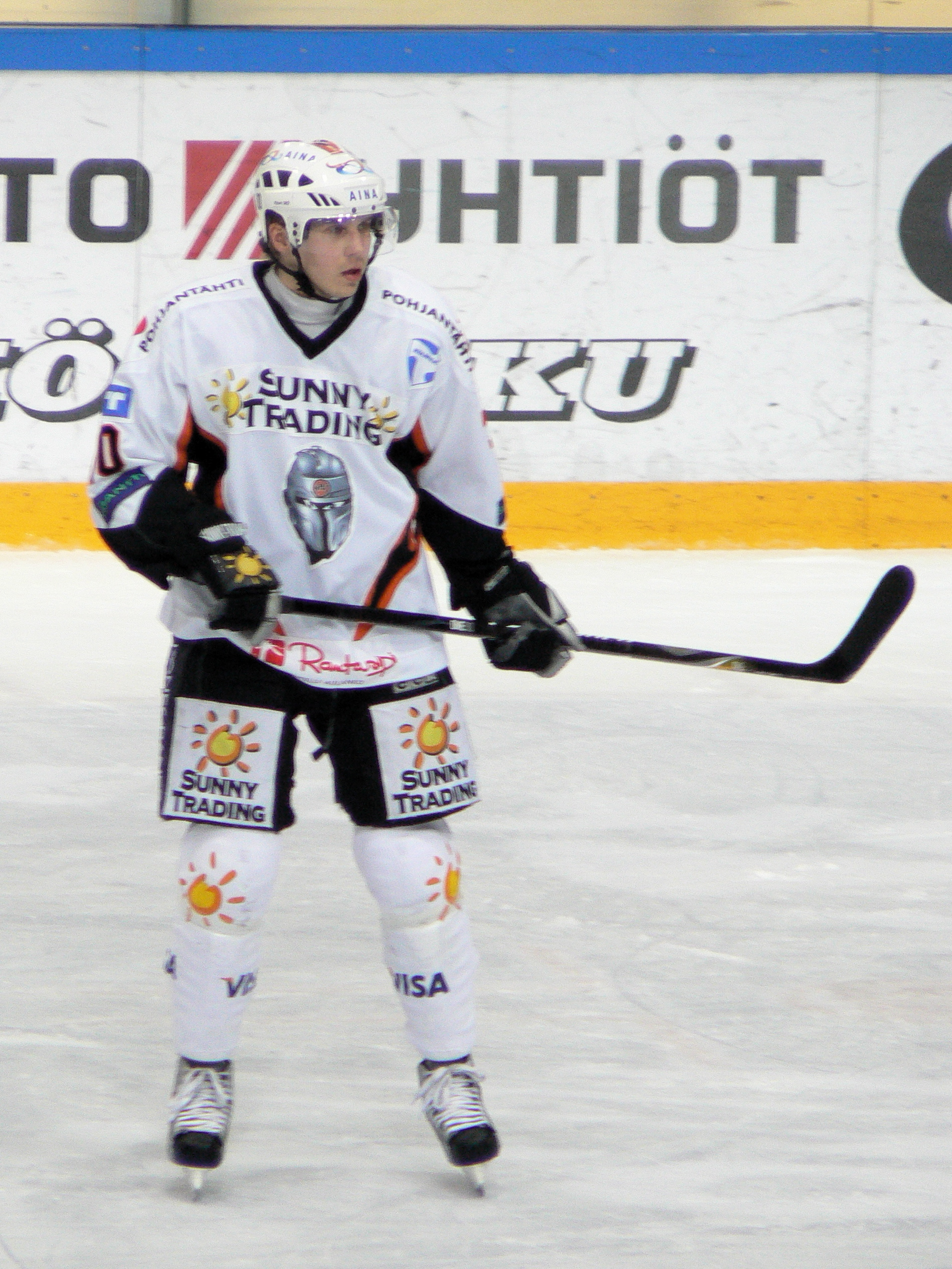
Jesse Niinimäki im Trikot des HPK

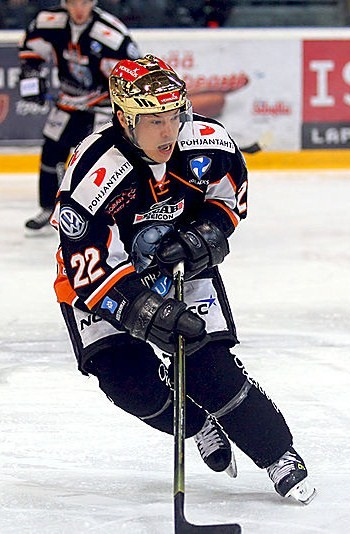
Steve Kariya im Trikot des HPK

#### Aktive Spieler
| - Oscar Ackeström - Jaroslav Balaštík - Andy Chiodo - Eric Fehr - Riku Hahl - Jukka Hentunen - Josh Holden - Mikko Jokela - Niko Kapanen - Steve Kariya - Rostislav Klesla | - Tom Koivisto - Tomáš Kucharčík - Antti Laaksonen - Teemu Lassila - Ville Leino - Jussi Makkonen - Antti Miettinen - Mikko Mäenpää - Toni Mäkiaho - Zdeněk Nedvěd - Mika Noronen - Ján Pardavý | - Éric Perrin - Antti Pihlström - Timo Pärssinen - Jani Rita - Pavel Rosa - Karri Rämö - Tommi Santala - Juuse Saros - Oliver Setzinger - Roman Šimíček | - Eero Somervuori - Jānis Sprukts - Martin Štrbák - Petr Tenkrát - Hannu Toivonen - Antti Virtanen - Tomáš Vlasák - Jukka Voutilainen - Miika Wiikman - Petteri Wirtanen |

#### Inaktive Spieler
| - Aljaksandr Andryjeuski - Jim Bedard - Igor Boldin - Markku Hakulinen - Yrjö Hakulinen - Jani Hassinen - Mika Helkearo - Hannu Henriksson - Risto Jalo - Tomáš Jelínek - Hannu Jortikka | - Jouni Kalliokoski - Tomáš Kapusta - Vesa Karjalainen - Teppo Kivelä - Igor Kusnezow - Veli-Pekka Laitinen - Mika Lartama - Janne Laukkanen - Timo Lehkonen - Tapio Levo - Tero Lehterä | - Kai Nurminen - Pasi Nurminen - Mikko Peltola - Pekka Peltola - Brian Rafalski - Dan Ratushny - Jouni Rinne - Geoff Sanderson - Jarkko Savijoki - Teijo Savijoki - Jukka-Pekka Seppo - Ilkka Sinisalo | - Ville Sirén - Mika Strömberg - Raimo Summanen - Rob Tallas - Billy Tibbetts - Radek Ťoupal - Jarkko Varvio - Andrew Verner - Tony Virta - Vladimír Vůjtek - Juha Ylönen |

### Bekannte Angriffsreihen
- Pietilä-Salminen-Tie
- Pärssinen-Kapanen-Hentunen
- Miettinen-Santala-Somervuori

### Spieler des Jahres
Seit 1983 wird jährlich von den Fans des Clubs ein Spieler des Jahres gewählt.
| - 1982–1983 Juha Virtanen - 1983–1984 Pasi Kivilä - 1984–1985 Pasi Kivilä - 1985–1986 keine Wahl - 1986–1987 Marko Palo - 1987–1988 Pekka Peltola - 1988–1989 Pekka Peltola - 1989–1990 Igor Kuznetsov - 1990–1991 Teppo Kivelä - 1991–1992 Tomáš Jelínek | - 1992–1993 Marko Palo - 1993–1994 Marko Palo - 1994–1995 Kai Nurminen - 1995–1996 Timo Peltomaa - 1996–1997 Andrew Verner - 1997–1998 Toni Mäkiaho - 1998–1999 Tomáš Vlasák - 1999–2000 Niko Kapanen - 2000–2001 Timo Pärssinen - 2001–2002 Vladimír Vůjtek | - 2002–2003 Antti Miettinen - 2003–2004 Tony Virta - 2004–2005 Jukka Voutilainen - 2005–2006 Jānis Sprukts - 2006–2007 Toni Mäkiaho - 2007–2008 Jari Sailio - 2008–2009 Jussi Makkonen - 2009–2010 Tuukka Mäkelä |